# 阿久津哲造
阿久津 哲造（あくつ てつぞう、1922年〈大正11年〉8月20日 - 2007年〈平成19年〉8月）は、日本の医学者。医学博士（名古屋大学）。ミシシッピ州立大学医学部教授。テキサス・ハート・インスティテュート教授。国立循環器病センター研究所副所長。テルモ社長。日本人工臓器学会名誉会長。世界で初めて人工心臓を開発し、人工心臓の父と呼ばれる。

## アメリカでの活躍
1957年、クリーブランド・クリニック（アメリカ・オハイオ州）に留学。そこで、人工心臓の開発に取り組み、1958年、ウィレム・コルフ博士とともに、世界で初めて開発した人工心臓を使って、イヌを約1.5時間生存させることに成功した。その後、ニューヨーク州立大学、ミシシッピ州立大学、テキサス・ハート・インスティテュートで研究開発、改良を進め、動物実験での生存記録更新等成果を出した。特に、テキサス・ハート・インスティテュートでは、人への臨床応用を開始。心臓移植を待つ患者に人工心臓を適用し、実際に移植されるまでの約60時間を人工心臓で繋ぐことに成功した。

## 帰国後
1981年、日本に帰国。帰国後は、国立循環器病センターにて研究所副所長等を歴任し定年退官を迎えたが、1989年、人工心臓の事業としての将来性に目を付けたテルモの戸沢三雄社長の招きで、同社の人工心臓開発の最高責任者兼副社長に就任することとなった。そして、1993年、戸沢三雄社長が急死。ワンマン社長の体制で歪が生じていた中、火中の栗を拾う面もあったが、「何よりも求心力を」という社内の声に推され、最終的にテルモ社長を引き受けることとなった。在任中は、研究一筋という訳にはいかなくなったが、磁気浮上型遠心ポンプ技術（元京都大学工学部赤松映明教授とNTN株式会社が共同で考案した技術）の導入（1994年）を進めるなどし、同社が、人工心臓のメーカーとしても、発展するための道筋を拓いた。

## 経歴
- 群馬県利根郡沼田町（現・沼田市）中町の阿久津歯科医院に生まれる[2]。旧制沼田中学校（現・群馬県立沼田高等学校）卒[2]。
- 1943年 旧制浦和高等学校卒業[1]。
- 1947年 名古屋帝国大学医学部卒業[1]。
- 1954年 同博士課程修了
- 1957年 クリーブランド・クリニック（アメリカ・オハイオ州）の人工臓器部に留学[2]
- 1964年 ニューヨーク州立大学医学部外科助教授[2]兼マイモニダスメディカルセンター実験外科ディレクター
- 1966年 ミシシッピ州立大学医学部外科人工臓器研究室に准教授（後に正教授）
- 1974年 テキサス・ハート・インスティテュート（テキサス州ヒューストン大学）教授
- 1982年 国立循環器病センター研究所副所長[1]
- 1989年 金沢医科大学総合医学研究所臓器置換部門教授
- 1989年 テルモ副社長
- 1993年 テルモ社長[2]
- 1995年 テルモ会長

## 著書
- 心臓づくり人生―臓器置換のフロンティア